# Fruits of Passion
Pour plus de détails, voir Fiche technique et Distribution.
Fruits of Passion est un film américain réalisé par George Ridgwell, sorti en 1919.

## Synopsis
Un homme se sacrifie pour son jeune frère.

## Fiche technique
- Titre original : Fruits of Passion
- Réalisation : George Ridgwell
- Scénario : George Ridgwell et Lillian Case Russell, d'après le roman The Ambition of Mark Truitt de Henry Russell Miller
- Société de production : McClure Publishing Company
- Société de distribution : Triangle Distributing Corporation
- Pays de production :  États-Unis
- Langue originale : anglais
- Format : noir et blanc — 35 mm — 1,37:1 — Film muet
- Genre : drame
- Durée : 5 bobines
- Date de sortie :
  - États-Unis : 9 août 1919

## Distribution
- Alice Mann
- Frankie Mann
- Emil De Varney
- Colin Campbell
- Philip Yale Drew
- Donald Hall
- John Lowell
- Harry Fisher
- Charles A. Robins